# Forchhammeria laxiflora
Forchhammeria laxiflora är en tvåhjärtbladig växtart som beskrevs av Cyrus Longworth Lundell. Forchhammeria laxiflora ingår i släktet Forchhammeria och familjen Stixaceae. Inga underarter finns listade i Catalogue of Life.